# Momentán Társulat
Magyarország első improvizációs társulata, mely a kreativitáson alapuló színházi improvizációs játékokat egész estés előadásként játssza magyarul.
A Momentán Társulat állandó tagjai: Boldoghy Borbála, Bódy Gergely, Harsányi Bence, Kiskovács Attila, Molnár Levente, Nemes Takách Kata, Tóth Barnabás, Várady Zsuzsi és Pirisi László

## Történet
A tagok Földessy Margit kreativitásfejlesztő stúdiójában találkoztak gyerekként az 1980-as évek végén, 1990-es évek elején. Az innen hozott játék-szemlélet és egymás játékosságának, reakcióinak alapos ismerete képezte a társulat alapjait.
2000-ben kezdtek szorosabban együtt dolgozni Simonyi Balázs invitálására: ő alapította meg a Kex és Tea Irodalmi Kört - amiből a későbbi Momentán Társulat lett - és vezette a Kex és Tea kortárs irodalmi felolvasóest-sorozatot. Több mint 100 est után a sorozat lezárult 2013 tavaszán.
Első improvizációs előadását 2003 novemberében tartotta RögvEst néven, és ekkortól használja a társulat a Momentán nevet. A Társulat szlogenje: "Mi sem tudjuk, mit teszünk öt perc múlva!"
Játékaik angol és amerikai hagyományokon alapuló improvizációs játékok (főként Keith Johnstone alapján), valamint saját játékok, egyedileg kitalált, de gyakran közösen fejlesztett előadástípusok.
Közönségük és az érdeklődés a társulat iránt egyre gyarapodott az évek során.
2005 októberétől 2008 márciusáig a Momentán című heti műsorral jelentkeztek A Magyar televízió csatornáin kamaszok problémáira improvizálva (fiatalok irányították a történeteket ötleteikkel, hozzászólásaikkal, véleményeikkel, és Benczik András pszichológus kommentálta „szakszemmel” az eseményeket). A műsorban a társulat lényegesen mást csinált, mint színházi estjein, egyetlen közös pont, hogy minden jelenet valóban improvizált volt az adások során: ott és akkor született, nem lepróbált jelenetek.
A társulat tevékenysége hobbiként indult, öt év és 280 előadás után 2008 szeptemberében a budapesti Ajtósi Dürer soron megnyitották saját színházukat, a Momentownt.
Hét év és 550 előadás után 2010 októberében nyitották meg immáron saját játszóhelyüket, az IMPRÓt a belvárosban.
Oktatási programjaikban (2000 óta) gyerekekkel drámás és improvizációs játékokkal, szituációkkal dolgoznak, felnőtteknek ill. cégeknek tartott workshopjaik és tréningjeik eltérnek a hagyományos kommunikációs tréningektől: teljes mértékben gyakorlati jellegűek, és középpontban a játék és játékosság áll – ezt kapcsolják a működő kommunikációs elméletekhez.

### Játszóhelyek
- 2000-2003: Jókai Klub
- 2003-2004:Spinoza Ház
- 2004-2005: RS9 Stúdió Színház
- 2004-2008: Komédium Színház
- 2004-napjainkig: Marczibányi téri Művelődési Központ
- 2005-napjainkig: MOM, XII. Kerületi Művelődési Központ
- 2008-2010: Momentown
- 2010-napjainkig: IMPRÓ - Kreatív töltőállomás

## Produkciók

### RögvEst
Improvizációs előadásuk címe. A közönség ötletei alapján improvizációs játékok, zenével, zenés kihívásokkal. Az improvizáció lényege itt, hogy semmi - egyetlen jelenet - sincs előre egyeztetve. A játékokat a közönség alapötletei, „kívánságai” indítják és a játékosok egymásra építkezve töltik meg tartalommal.

### Nulladik Óra
A Nulladik Óra a Momentán hajnali impró-showja, amely a társulat egykori menedzsere, Nádori Eszter felvetése, és Simonyi Balázs névötlete alapján született meg. Pörgős jelenetek, váratlan megoldások, hihetetlen karakterek, szívbemarkoló dalok. Mindez improvizálva, az ébredező közönség ötletei alapján, hétfő reggelenként 7-től 8-ig kávéval, kakaóval, teával, péksüteménnyel

### Reneszánsz RögvEst – Akkor és Most
A produkció a 2007-ben hirdetett Reneszánsz Év 2008 programsorozat keretében jött létre Boldoghy Borbála és Kiskovács Attila szerkesztésében. (Reneszánsz helyzetek, figurák elevenednek meg az improvizációs játékokban.)
Reneszánsz RögvEst – Akkor és Most című előadásukban az idő a feje tetejére áll: a reneszánsz kort megidézve indulnak improvizációs időutazásra. Reneszánsz emberek a mai világban, kortársak a múltban, krónikások, polihisztorok, rendhagyó történelemóra és anakronizmus a köbön.

### KEX és TEA

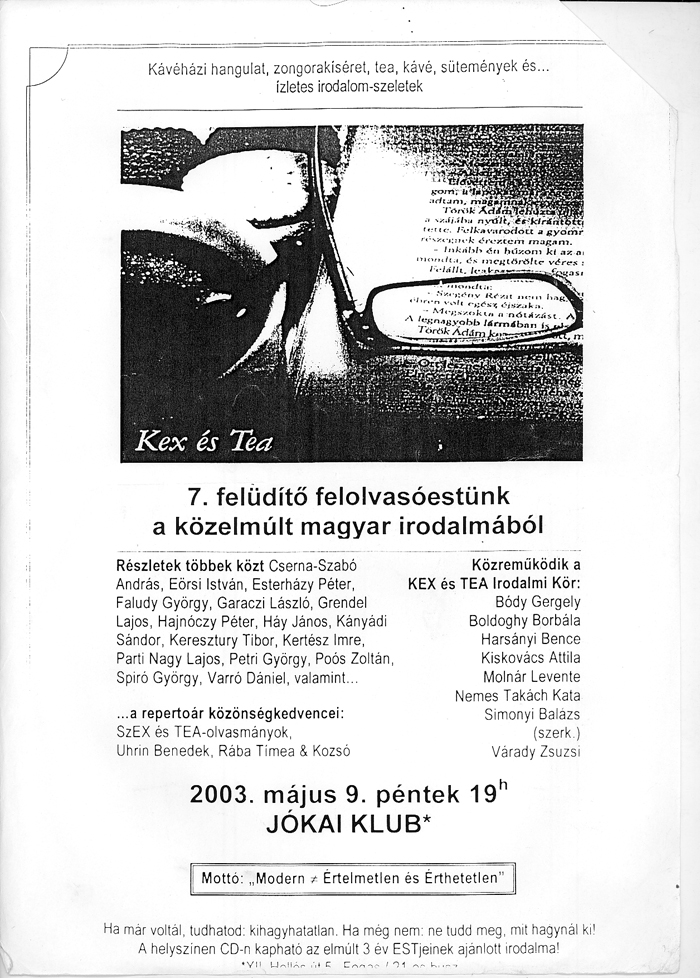
A Kex és Tea irodalmi kör egykori szórólapja

A Momentán legrégibb előadása. A társulat egész más arcát mutatta meg havonta új és új kortárs irodalmi felolvasóestjeivel 2013-ig, főként Simonyi Balázs szerkesztésében.
Az est mottója szerint: a modern irodalom nem érthetetlen és értelmetlen, sokkal inkább fogyasztható és színvonalas. A mai modern magyar irodalmat népszerűsítik beszélgetéssel egybekötött kávéházi hangulatú (halk zongora, keksz és tea) estjeiken, egy-egy szerző közreműködésével.
Megfordult náluk: Esterházy Péter, Parti Nagy Lajos, Varró Dániel, Háy János, Kántor Péter, Kányádi Sándor, Podmaniczky Szilárd, Kőrösi Zoltán, Rakovszky Zsuzsa, Keresztury Tibor, Spiró György, Kovács András Ferenc, Bereményi Géza, Dragomán György, Morcsányi Géza, Szilágyi Ákos, Grecsó Krisztián, Nádasdy Ádám, Erdős Virág, Szálinger Balázs, Térey János, Darvasi László, Tóth Krisztina, Lackfi János, Garaczi László, Oravecz Imre, Bodor Ádám, Tolnai Ottó, Karafiáth Orsolya, Cserna-Szabó András, Szabó T. Anna, Kemény István, Harcos Bálint, Németh Gábor, Kukorelly Endre, Jónás Tamás, Csukás István, a Dokk irodalmi portál válogatott nőköltői.
Emlékestet tartottak Petri György, Lázár Ervin, Weöres Sándor, Szabó Magda, Örkény István, Karinthy Frigyes, Bohumil Hrabal és Arthur Koestler Artúr műveiből. Megidézték Kosztolányi Dezső foglalkozásportréit (Alakok), külön estet kapott Ljudmilla Ulickaja, Kurt Vonnegut és a kortárs amerikai prózaírók java. Feldolgozták a kortárs irodalom pikáns-erotikus verseit (SZEX és TEA), a katonaság, halál, könnyűzene, sci-fi, ill. foci témakörökben született kortárs műveket, kiadói estet rendeztek a Magvetőnek, illetve egy RETRO-est keretében bemutatták az '50-60-as évek propaganda-költészetét.
A KEX és TEA esteken elhangzott szövegek nagy része - a Vakok és Gyengénlátók Szövetségének segítségével - CD-n is hozzáférhető.

### Mini
Kiskovács Attila vezette interaktív mesejáték. Az előadás célközönsége az 5-11 éves gyerekek és szüleik. Családi mesék születnek, a közönség választja ki a főszereplőt és a „főgonoszt”, a társulat pedig minden esete sosemvolt zenés mesejátékot improvizál – a jó győzelmével. Közben többször lehetőség adódik, hogy a gyerekek fantáziája, kreativitása is belekerüljön a történetbe.

### Házimozi
Hosszú történeteket improvizál a társulat ebben a Simonyi Balázs által kitalált produkcióban. Egész este egy történetet alakítanak – a közönség ötleteinek, döntéseinek felhasználásával. Fontos szerepet kapnak a filmes műfajok. Az est második részében a „DVD extrák” kapnak szerepet: az első részben kialakult film egyes kulcsjelenetei más módon, különböző játékok illetve feladatok, alternatív befejezések, stb.

### Momentán vs. Momentán Impró Ütközet
Bódy Gergely Dél-Amerikából hozta az előadás ötletét. A társulat két csapatra ’osztódik’ az est elején, majd a RögvEstben megismert játékokat, és ezek vetélkedő jellegű variációit kell a két csapatnak megoldani. A RögvEsthez hasonlóan csak a játékok szabályai ismertek előre, a tartalom, szituáció, a karakterek a közönség ötletei alapján alakulnak percről percre. A csapatok az elvégzett feladat objektív elbírálhatósága esetén (ötletek darabszáma, visszaidézett szavak száma, stb.) ez alapján, szubjektív játékok esetén (jelenet tetszetőssége, szórakoztatási együttható, stb.) a közönség szavazatai alapján kapnak pontot. Az est végén a játékvezető győztest hirdet.

### Momentán Plusz
Olyan színházi projekt Simonyi Balázs gondozásában, amiben alkalmi találkozások történnek a társulat és ismert művészek (pl. Kovács Patrícia, Fenyő Iván, Scherer Péter, Palya Bea, Görög László, Mérő László) között, illetve amiben a társulat összehozza a rögtönzést az irodalommal (halloweeni irodalmi szövegek és horror témájú rögtönzések, improvizációk Kosztolányi Dezső Alakok c. művére, színházi játékok Parti Nagy Lajos At étkezés ártalmasságáról c. művére.), vagy bármilyen témával (olimpia, bor, szerelem, komolyzene, rock and roll). Plusz - mert valamilyen formában unikálisabb, több és más mint, amit a társulat csinál.

### Fröccs - interakítv lélekbúvárkodás
A valaha volt Momentán című, fiatalok problémáit és élethelyzeteit feldolgozó tévéműsor „nagykorú” testvére Boldoghy Borbála gondozásában: felnőttek problémáira, kapcsolataira, konfliktusaira épülő játék képzett pszichológus közreműködésével. A társulat alapjainak megfelelően improvizatív est, azonban itt nem elsősorban a szórakoztatás a fő cél, hanem egy-egy probléma, konfliktus megvizsgálása, feloldása, kezelése. A nézők általában is, és irányítottan is beleszólhatnak - sőt, ez elvárás is - a történet alakulásába, de a szakpszichológus véleményét is rendszeresen kikérik a társulat tagjai egy-egy jelenet életszerűségét, hihetőségét emelendő

### ImproJam
A ImproJam az IMPRÓ imprójának imprója, melyet Simonyi Balázs honosított meg állandó előadásként. Az est első részében játszott RögvEst egy karakterére, vagy jelenetére épülő kötetlen improvizáció a közönség, a társulat ötletei alapján. Minden, ami a társulat rögtönző-lebenyébe szorult, és nem került kijátszásra az est folyamán, itt napvilágra kerül. Klubhangulat, jó kedv, és rejtett, vagy nem is annyira rejtett csavarok a történetben. A játék folyamán akár a társulat, akár a közönség bármely tagja ötletet, kérést, csavart kérhet / adhat a játékba, amit a játszók - a lehetőségekhez mérten - azonnal felhasználnak.